# Tito José Crissien
Tito José Crissien Borrero (Barranquilla, 22 de noviembre de 1975) es un administrador de empresas y político colombiano, ministro de Ciencia, Tecnología e Innovación entre el 4 de junio de 2021 y el 7 de agosto de 2022. Es investigador sénior del Sistema Colombiano de Ciencia y Tecnología, miembro del Consejo Directivo de la Asociación Colombiana de Universidades (ASCUN) y del Consejo Departamental de Ciencia del Atlántico.

## Biografía
Crissien nació el 22 de noviembre de 1975, en Barranquilla. Es hijo de Eduardo Crissien Samper y Nulvia Borrero, fundadores de la institución educativa privada Corporación Universitaria de la Costa. 
Estudió en el Colegio Alemán de Barranquilla y se graduó como Administrador de Empresas en el Colegio de Estudios Superiores de Administración (CESA). Realizó una maestría en Administración en la Universidad de Miami y otra en Educación en la Universidad del Norte.
Fue secretario de Planeación Departamental en 2003 y presidente de la Asociación de Instituciones de Educación Superior de la Costa Atlántica ASIESCA. Es investigador sénior del Colciencias. También se desempeña como miembro del Consejo Directivo de la Asociación Colombiana de Universidades (ASCUN).
En 2007 asumió la rectoría de la Corporación Universitaria Latinoamericana (CUL). En las elecciones regionales de Colombia de 2011 se postuló como candidato a la Gobernación del Atlántico en representación del Movimiento por la Reconstrucción del Atlántico. Crissien obtuvo la tercera posición con un total de 61 059 votos, superado por Jaime Amín y José Segebre, quien resultó vencedor. En 2012 ejerció como rector, pero esta vez en la Universidad de la Costa donde permaneció hasta junio de 2021.
En 2016 recibió la Orden Tayrona en grado Cruz José Benito Vives de Andreis por sus contribuciones a la región del Magdalena en temas y proyectos educativos. El 30 de enero de 2020, el Concejo Distrital de Barranquilla le otorgó la medalla Barrancas de San Nicolás «por su dedicación, esfuerzo y obras de servicio para el progreso de la ciudad».
El 4 de junio de 2021, el presidente Iván Duque lo designó nuevo Ministerio de Ciencia, Tecnología e Innovación.

## Controversia por plagio
El 8 de junio de 2021, cuatro días después de su designación, la Academia Colombiana de las Ciencias Exactas, Físicas y Naturales publicó una carta abierta en el que señala a Crissien "por su supuesta participación en plagio de documentos académicos". En la carta dirigida al presidente Duque, la entidad expresó su desaliento por la designación de Crissen como ministro y advirtió que era “un mensaje muy negativo para la sociedad colombiana y, en particular, para las nuevas generaciones, al ignorar prácticas antiéticas mundialmente rechazadas por la comunidad científica y académica". Pero nunca hubo una denuncia en la fiscalía por plagio y nunca fue condenado por plagio, haciendo esa acusación falsa.
Una parte de las acusaciones se remontan a 2012, cuando Crissien era rector de Universidad de la Costa. Según el repositorio de publicaciones científicas IOP Publishg, 22 publicaciones del investigador principal de la entidad, el ingeniero químico Amelec Jesús Viloria Silva, presentaban “malas prácticas académicas”, como plagio y manipulación de citas, por lo que fue necesario retirarlas del circuito académico. Viloria Silva confesó que las acusaciones eran ciertas y su contrato fue suspendido.
Otras investigaciones cotejan textos académicos firmados por Crissien que incluyen como propios textos ajenos. Uno de los artículos en cuestión es Cambio de paradigma en la gestión universitaria basado en la teoría y praxis de la reingeniería de 2015, que replica párrafos enteros (entre ellos las conclusiones) de tres investigaciones precedentes. Crissien dijo que "es normal que haya similitudes, pero no hay plagio de ningún tipo”. A su vez, la editorial que publicó su artículo Differential Evolution Clustering and Data Mining for Determining Learning Routes in Moodle en 2019 publicó una retracción oficial del texto "porque contiene material que se superpone sustancialmente con contenido traducido de otro artículo por diferentes autores". Crissien dijo que él no había aceptado la retractación, que el artículo había sido publicado sin su consentimiento, y que ha recurrido a un grupo de abogados con respecto a esta cuestión.
Por su parte, la Asociación de Instituciones de Educación Superior del Caribe Colombiano (Asiesca) y el Sistema Universitario Estatal del Caribe Colombia (SUE) respaldaron la designación de Tito José Crissien como Ministro de Ciencias.

## Publicaciones
Es autor de varios libros y artículos sobre liderazgo organizacional, educación, sostenibilidad, emprendimiento, apropiación y generación de conocimiento, desarrollo tecnológico e innovación, recursos humanos. Ha publicado más de 30 artículos científicos que reposan tanto en Scopus como en Web of Science.
- Crissién, Tito José (2008). Cátedra de Buen Gobierno. Educosta. ISBN 978-958-8511-05-4.
- Crissién, Tito José (2008). ¿Líder Siervo o Idiota Útil?. Educosta. ISBN 978-958-8511-06-1.
- Crissién, Tito José (2011). El líder siervo. Educosta. ISBN 9789588710686.

## Distinciones
| Distinción                                               | Año  |
| -------------------------------------------------------- | ---- |
| Orden Tayrona en grado Cruz José Benito Vives de Andreis | 2016 |
| Medalla «Barrancas de San Nicolás»                       | 2020 |